# 380年代
380年代（さんびゃくはちじゅうねんだい）は、西暦（ユリウス暦）380年から389年までの10年間を指す十年紀。